# Río Arnaud
El río Arnaud (en francés: Rivière Arnaud, anteriormente conocido como río Payne) es un río de 262 km de longitud situado en la región de Nunavik, en el norte de la provincia canadiense de Quebec.

## Geografía
Nace en el lago Payne, en la meseta de la península de Ungava, desde donde fluye a través de una serie de lagos glaciares hasta desembocar en la costa oriental de la bahía de Ungava. Sólo fluye libremente en verano, ya que el resto del año permanece congelado hasta varios metros de profundidad. Su curso principal tiene una longitud de 262 km, pero si se contabilizan sus numerosos brazos, la longitud total es de 377 km.
Sus principales afluentes son el río Lepellé, el río Vachon y el río Buet por la izquierda, y el río Hamelin por la derecha. 
El asentamiento inuit de Kangirsuk está situado cerca de la desembocadura del río Arnaud, en la costa norte de la bahía de Payne, a 13 km tierra adentro de la costa de la bahía de Ungava. A unos 22 km río arriba de Kangirsuk se encuentra el yacimiento arqueológico del Martillo de Thor.
La mayor parte de su cuenca es casi totalmente baldía debido a la dureza del clima: la temperatura media es de sólo unos 7 °C incluso en pleno verano y el permafrost continuo comienza a sólo medio metro de profundidad. La única vegetación son arbustos bajos en las zonas inferiores, ya que en la cuenca del Arnaud no crecen árboles ni siquiera en los lugares más protegidos. Además, el tiempo que pasa descongelado es demasiado escaso para que sea viable su aprovechamiento hidroeléctrico.

## Toponimia
En el pasado, el brazo principal de este curso de agua recibía el nombre de río Payne por parte del Servicio Meteorológico de Canadá, sito en Toronto. En 1968 se le dio el nombre de río Arnaud en memoria del padre oblato Charles-André Arnaud (1826-1914), quien en 1872 realizó una expedición en barco a Fort Chimo, donde hoy se encuentra la localidad de Kuujjuaq. 
El topónimo fue adoptado oficialmente el 22 de febrero de 1983 por la Comisión de Toponimia de Quebec.

## Galería

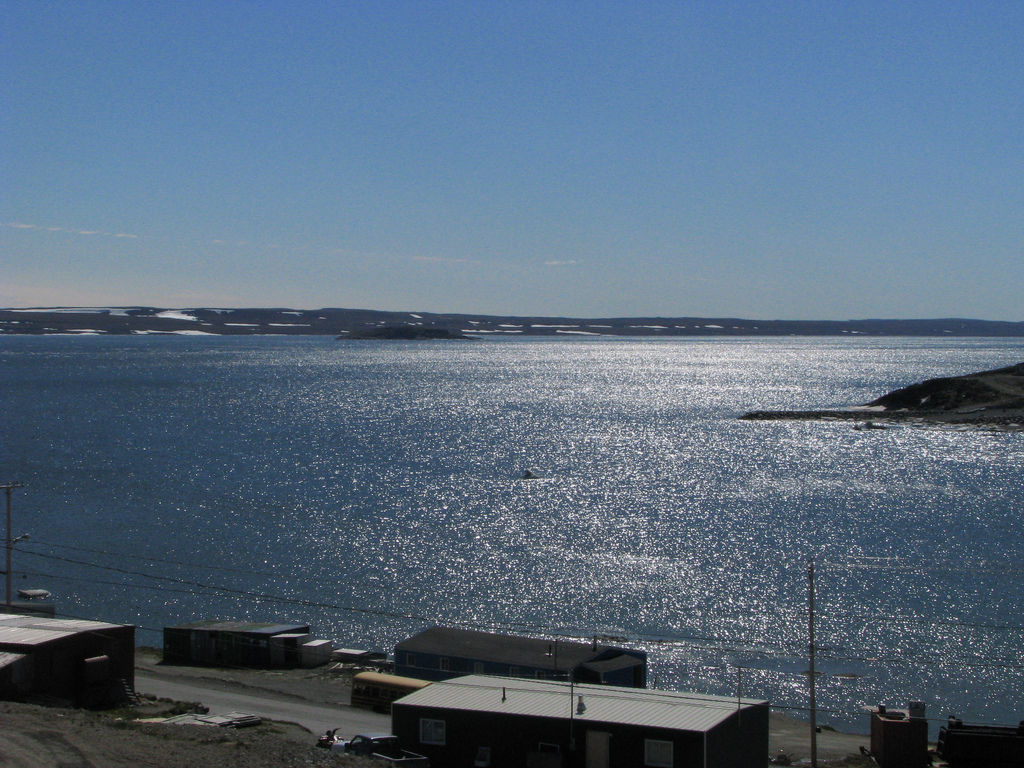
El río Arnaud en Kangirsuk
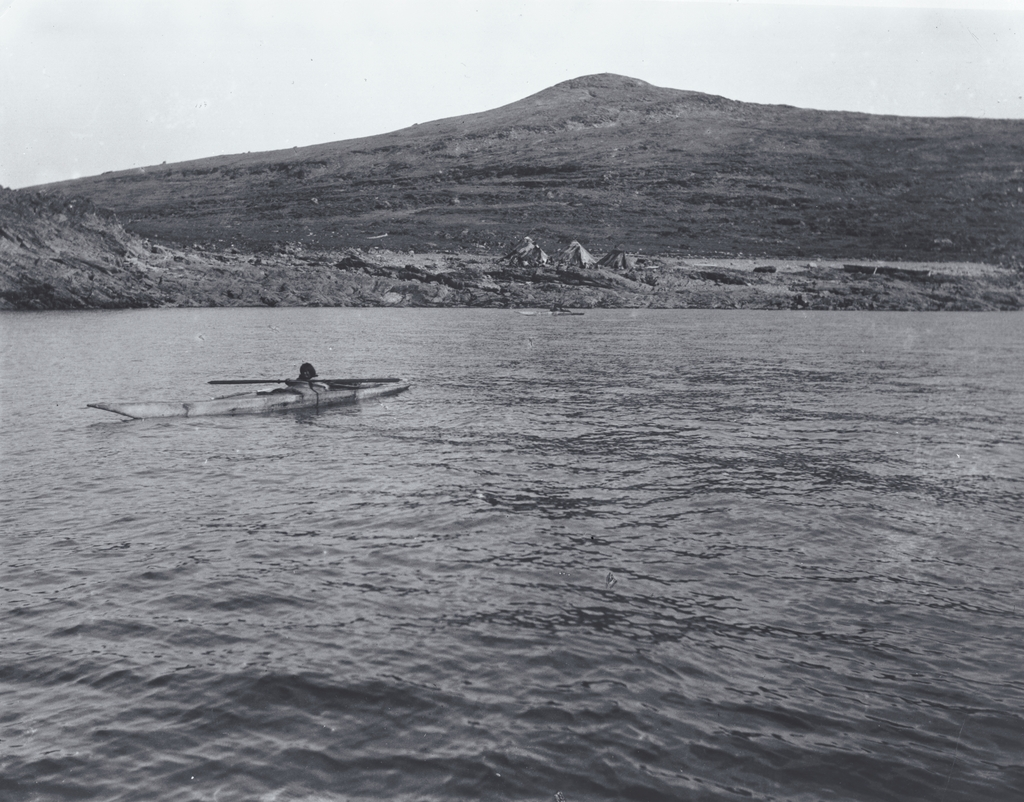
Campamento inuit en el río Arnaud (1897)